# Кордай (перевал)
Кордай — перевал между горными хребтами Киндиктас и Жетыжол в юго-восточной части Чу-Илийских гор. Расположен на территории Кордайского района Жамбылской области Казахстана, в 12 км севернее аула Музбель. Абсолютная высота — 1233 м. Зимой под влиянием холодного северо-восточного ветра возникают метели, в результате затрудняется переход через перевал автотранспорта.

## Хозяйственное значение
Склоны хребта традиционно используются казахами как пастбища при разведении коров, коз, овец, лошадей и верблюдов.
Кроме того, с целью использования энергии местных ветров на Кордайском перевале в Жамбылской области Казахстана в 2011 году была запущена горная Кордайская ВЭС мощностью 1,5 МВт. Высота площадки — 1 200 метров над уровнем моря. Среднегодовая скорость ветра 5,9 м/сек. В 2014 году количество ветротурбин «Vista International» мощностью по 1,0 МВт на «Кордайской ВЭС» было доведено до 9 агрегатов при проектной мощности 21 МВт. В октябре 2016 года число агрегатов Кордайской ВЭС достигло 40.